# Alegre ma non troppo
Alegre ma non troppo és una pel·lícula del gènere comèdia romàntica espanyola dirigida el 1994 per Fernando Colomo i protagonitzada per Penélope Cruz i Jordi Mollà. Fou rodada a Santander, Cantàbria.

## Argument
Pablo és un jove homosexual de vint anys que vol ser músic per tal de ser apreciat per la seva mare i trobar una parella amb la que pugui compartir el seu amor. En troba un, però a causa del seu comportament exigent, aviat es troba de nou sol. Intenta relacionar-se amb un trompetista francès de l'Orquestra Nacional Juvenil d'Espanya, però l'examinador resulta ser el seu pare, que viu a part de la seva família i no accepta les tendències sexuals de Pablo. Una vegada que Pablo falla al seu examen, se sent molt deprimit. Quan un altre trombonista francès de València no té un lloc on dormir, Pablo el porta a casa seva. L'endemà al matí, però, troba una noia anomenada Salome dins del seu llit.

## Repartiment
- Penélope Cruz - Salome
- Pere Ponce - Pablo
- Óscar Ladoire - Pablo Padre
- Rosa Maria Sardà - Asun
- Jordi Mollà - Vicente
- Nathalie Seseña - Izaskun
- Edmon Colomer - Raimon
- Andoni Gracia - Pablo
- Boriana Borisova - Boriana Borisova
- Luis Ciges - Abuelo
- Lola Lemos - Abuela
- Jordi Milán - Psiquiatra
- Daniel Schopfer - James
- Ramón Lillo - Conductor

## Premis
- Fotogramas de Plata 1994
  - Penélope Cruz - Nominada - Millor Actriu de Cinema
- IX Premis Goya (1995)[3]
  - Óscar Ladoire - Nominat - Millor actor de repartiment
- Festival de Cinema de París (1995)
  - Fernando Colomo - Premi Especial del Jurat
- Festival de Cinema de Comèdia de Peníscola(1994)
  - Pere Ponce - Premi al Millor Actor
  - Fernando Colomo, Joaquín Oristrell - Premi al millor guió